# Osmar Zaïane
Osmar Zaïane ou Osmar R. Zaïane, né le 11 avril 1965 à Bad Kissingen en Allemagne, est un informaticien, chercheur et universitaire tuniso-allemand travaillant à l'université de l'Alberta au Canada et spécialisé dans l'exploration de données et l'apprentissage automatique. Durant sa carrière, il reçoit le IEEE ICDM Outstanding Service Award en 2009 et le SIGKDD Service Award en 2010.

## Biographie

### Enfance et études universitaires
Osmar Zaïane naît le 11 avril 1965 à Bad Kissingen en Allemagne d'un père tunisien et d'une mère allemande. Il passe son enfance en Allemagne avant d'aller vivre en Tunisie, où il effectue ses études primaires et secondaires et passe ses premières années d'études universitaires à l'université de Tunis. Il termine ses études dans cette université en décrochant avec mention une maîtrise en informatique et gestion en 1988. Il part ensuite à Paris, pour faire un master en électronique et gestion d'information à l'université de Paris XI, et à l'Institut national des sciences et techniques nucléaires, où il obtient un diplôme d'études approfondies en électronique en 1989, avant d'immigrer finalement au Canada en 1990 pour achever ses études.
Une fois installé au Canada, Zaïane poursuit ses études universitaires à l'université Laval et y obtient son master en informatique en 1992. Ensuite, il est embauché en tant qu'assistant de l'enseignement supérieur à l'université Simon Fraser située en Colombie-Britannique et y termine son doctorat de recherche en 1999, sous la direction du professeur Jiawei Han (en), en s'intéressant à l'amélioration des techniques de la fouille du web et de l'exploration des données multimédia. Grâce à ce doctorat, il obtient la même année le prix du meilleur doctorant en informatique et programmation et 5 000 dollars canadiens décerné par la Canadian Advanced Technology Alliance.

### Carrière universitaire
Vu qu'il a obtenu un soutien à ses efforts de recherche, et malgré les offres d'emploi qu'il reçoit de la part d'entreprises américaines spécialisées en informatique, Osmar Zaïane décide de rester au Canada et de s'installer à Edmonton, où il commence une carrière scientifique à l'université de l'Alberta quelques mois après la fin de ses années de doctorat en informatique à l'université Simon Fraser.
À l'université de l'Alberta, il poursuit ses travaux sur l'amélioration des techniques de l'exploration, l'analyse, le traitement et la visualisation de données visuelles et textuelles et travaille même sur le développement d'applications pratiques de ces techniques pour résoudre des problèmes en rapport avec l'informatique médicale, l'e-business et l'e-learning. En date de 2020, il a publié plus de 280 articles indexés DBLP et obtient un indice h de 60 selon Google Scholar ; il devient également éditeur dans plusieurs revues scientifiques internationales comme SIGKDD Explorations,, et devient dès 2009 le directeur scientifique de l'Alberta Machine Intelligence Institute, l'institut de recherche en apprentissage automatique et en intelligence artificielle de l'université de l'Alberta, l'un des piliers de la stratégie pancanadienne en matière d'intelligence artificielle.
Outre son activité scientifique, Osmar Zaïane est aussi actif dans des sociétés savantes spécialisées dans l'exploration, l'analyse, le traitement et la visualisation de données telles que la SIGKDD. Par ailleurs, il est impliqué dans l'organisation de plusieurs conférences internationales, organisées par des institutions comme l'IEEE, ou régionales dont le but de promouvoir la recherche en exploration de données dans les pays en développement. Il assume aussi certaines responsabilités au sein de ces sociétés savantes dont les plus importantes sont le poste de secrétaire trésorier de la SIGKDD de 2009 à 2012 et celui de trésorier de l'ACM Special Interest Group on Health Informatics. 
Grâce à ces contributions, l'intérêt de la communauté scientifique pour la recherche et les sociétés savantes spécialisées en exploration de données ainsi que pour les publications et conférences régulées par ces institutions s'est significativement amélioré. C'est dans ce contexte qu'Osmar Zaïane reçoit l'IEEE ICDM Outstanding Service Award en 2009 et l’ACM SIGKDD Service Award en 2010. Il obtient aussi un McCalla Research Professorship en 2008 et le Killam Annual Professorship en 2009 pour ses résultats de recherche.
On lui octroie en 2021 une chaire en intelligence artificielle de l'Institut canadien de recherches avancées.
En 2023, il est membre de l'Académie canadienne du génie et de l'Asia-Pacific Artificial Intelligence Association.

### Vie privée
Osmar Zaïane se marie avec Margaret Jane Robertson le 28 juin 1997 à Victoria au Canada. Le couple donne naissance à une fille prénommée Amelia Ariana et née le 28 janvier 2001 et à un garçon prénommé Alexander Duncan et né le 29 janvier 2003.
Outre son intérêt pour la science, Zaïane aime voyager, visitant 47 pays jusqu'en 2020. Passionné de sport, il pratique le triathlon et la natation lorsqu'il est en Colombie-Britannique au milieu des années 1990, et crée et modère l'un des premiers sites web spécialisés en triathlon.

## Publications
- (en) Osmar Zaïane, Man Xin et Jiawei Han (en), « Discovering web access patterns and trends by applying OLAP and data mining technology on web logs », Proceedings of the IEEE International Forum on Research and Technology Advances in Digital Libraries,‎ avril 1998, p. 19-29 (DOI 10.1109/ADL.1998.670376, lire en ligne, consulté le 23 juillet 2017).
- (en) Maria-Luiza Antonie, Osmar Zaïane et Alexandru Coman, « Application of data mining techniques for medical image classification », Proceedings of the Second International Conference on Multimedia Data Mining,‎ août 2001, p. 94-101.
- (en) Osmar Zaïane, « Building a recommender agent for e-learning systems », Proceedings of the International Conference on Computers in Education,‎ décembre 2002, p. 55-59 (DOI 10.1109/CIE.2002.1185862, lire en ligne, consulté le 23 juillet 2017).
- (en) Stanley R. M. Oliveira et Osmar Zaïane, « Privacy preserving frequent itemset mining », Proceedings of the IEEE International Conference on Data Mining Workshop on Privacy, Security, and Data Mining, vol. 14,‎ décembre 2002, p. 43-54.
- (en) William Cheung et Osmar Zaïane, « Incremental mining of frequent patterns without candidate generation or support constraint », Proceedings of the Seventh International Database Engineering and Applications Symposium,‎ juillet 2003, p. 111-116 (DOI 10.1109/IDEAS.2003.1214917, lire en ligne, consulté le 23 juillet 2017).
- (en) Stanley R. M. Oliveira et Osmar Zaïane, « Protecting sensitive knowledge by data sanitization », Third IEEE International Conference on Data Mining,‎ novembre 2003, p. 613-616 (DOI 10.1109/ICDM.2003.1250990, lire en ligne, consulté le 23 juillet 2017).
- (en) Stanley R. M. Oliveira et Osmar Zaïane, « Privacy preserving clustering by data transformation », Journal of Information and Data Management, vol. 1, no 1,‎ février 2010, p. 37-51.